# Tshuapa (provincie)
Tshuapa is een provincie van de Democratische Republiek Congo. Het gebied ligt in het noordwesten van Congo en is genoemd naar de Tshuaparivier. Tshuapa meet bijna 133.000 vierkante kilometer en telde eind 2005 naar schatting 1,3 miljoen inwoners. De hoofdstad is Boende.

## Geschiedenis
Tshuapa was in het voormalige Belgisch-Congo een district van de Evenaarsprovincie. In 1966, bij de reorganisatie na de onafhankelijkheid, werd het opnieuw een district van deze provincie.
In de constitutie van 2005 was voorzien dat Congo opnieuw in 26 provincies wordt ingedeeld. Daarmee werd Tshuapa een afzonderlijke provincie. De geplande datum was februari 2009, een datum die ruim werd overschreden. De provinciale herindeling ging uiteindelijk pas in juni 2015 in.

## Grenzen
Tshuapa wordt ingesloten door zes andere provincies:
- Mongala in het noorden
- Tshopo in het oosten
- Sankuru in het zuidoosten
- Kasaï in het uiterste zuiden
- Mai-Ndombe in het zuidwesten
- De verkleinde Evenaarsprovincie in het westen.

* = een stadsprovincie